# The Scorpion King 3: Battle for Redemption
The Scorpion King 3: Battle for Redemption is een Amerikaanse direct-naar-dvd-film uit 2012. De hoofdrol wordt vertolkt door Victor Webster. De film gaat verder met het verhaal van Mathayus, nadat hij de Scorpion King werd aan het einde van The Scorpion King en richt zich op Mathayus' strijd tegen Talus terwijl hij probeert om een oorlog in drie koninkrijken van Egypte te stoppen.

## Verhaal
Mathayus heeft zijn geliefde koningin verloren en is verdreven uit zijn vroegere koninkrijk door een kwaadaardige plaag. Nu is hij een huurmoordenaar die van Horus, de koning van Egypte, de opdracht krijgt om koning Ramusan te beschermen tegen een dreigende aanval. In ruil voor zijn diensten krijgt hij de belofte om met Silda, de dochter van Ramusan, te trouwen en in bezit te komen van het legendarische 'Eye of Gods' medaillon dat bovennatuurlijke krachten geeft aan zijn drager. Maar om zijn beloning in ontvangst te nemen zal hij eerst de prinses moeten redden die gevangen wordt gehouden door Talus, de sluwe broer van Horus.

## Rolverdeling
| Acteur             | Personage                   |
| ------------------ | --------------------------- |
| Victor Webster     | Mathayus, the Scorpion King |
| Bostin Christopher | Olaf                        |
| Temuera Morrison   | King Ramusan                |
| Krystal Vee        | Princess Silda              |
| Selina Lo          | Tsukai                      |
| Kimbo Slice        | Zulu Kondo                  |
| Dave Batista       | Agromael                    |
| Billy Zane         | King Talus                  |
| Ron Perlman        | Horus                       |
| Brandon Cohen      | Salim                       |